# Campeonato Sul-Americano de Hóquei sobre a grama Masculino de 2010
O Campeonato Sul-Americano de Hóquei sobre a grama Masculino de 2010 foi a quarta edição deste torneio, administrado e patrocinado pela Federação Pan-Americana de Hóquei (PAHF). O Brasil recebeu o evento, no qual suas partidas foram realizadas na cidade do Rio de Janeiro.
A equipe da Argentina conquistou o torneio pela quarta vez, de maneira invicta.

## Regulamento e participantes
O Campeonato Sul-Americano de 2010 teve duas fases de disputa distintas.
Na primeira, houve uma disputa por pontos corridos, no qual todas as seleções se enfrentaram. Seus posicionamentos, após as cinco rodadas, determinaram a as partidas da fase final, que contaram com as partidas pelos quinto e terceiro lugares, além da decisão do campeonato.
Além do país anfitrião, o Brasil, se fizeram presentes as seleções de Argentina, Chile, Paraguai, Uruguai e Venezuela.

### Eliminatórias para os Jogos Pan-Americanos de 2011
Este Campeonato Sul-Americano outorgou duas vagas para os Jogos Pan-Americanos de 2011, então celebrados na cidade mexicana de Guadalajara.
As equipes que chegaram à decisão deste campeonato confirmaram presença no evento desportivo pan-americano.

## Jogos
Seguem-se, abaixo, as partidas realizadas nesta competição.

### Primeira Fase
1ª rodada
| 3 de abril |      |          |         |  |  |
| Chile      | 13–0 | Paraguai | Reporte |  |  |

| 3 de abril |     |           |         |  |  |
| Uruguai    | 5–0 | Venezuela | Reporte |  |  |

| 3 de abril |      |           |         |  |  |
| Brasil     | 0–12 | Argentina | Reporte |  |  |

2ª rodada
| 4 de abril |     |         |         |  |  |
| Chile      | 6–1 | Uruguai | Reporte |  |  |

| 4 de abril |      |           |         |  |  |
| Argentina  | 15–1 | Venezuela | Reporte |  |  |

| 4 de abril |     |        |         |  |  |
| Paraguai   | 0–5 | Brasil | Reporte |  |  |

3ª rodada
| 7 de abril |      |          |         |  |  |
| Argentina  | 14–0 | Paraguai | Reporte |  |  |

| 7 de abril |     |           |         |  |  |
| Chile      | 8–0 | Venezuela | Reporte |  |  |

| 7 de abril |     |         |         |  |  |
| Brasil     | 0–2 | Uruguai | Reporte |  |  |

4ª rodada
| 8 de abril |     |       |         |  |  |
| Argentina  | 4–0 | Chile | Reporte |  |  |

| 8 de abril |     |          |         |  |  |
| Uruguai    | 3–2 | Paraguai | Reporte |  |  |

| 8 de abril |     |        |         |  |  |
| Venezuela  | 0–3 | Brasil | Reporte |  |  |

5ª rodada
| 10 de abril |     |         |         |  |  |
| Argentina   | 8–0 | Uruguai | Reporte |  |  |

| 10 de abril |     |          |         |  |  |
| Venezuela   | 3–1 | Paraguai | Reporte |  |  |

| 10 de abril |     |       |         |  |  |
| Brasil      | 2–8 | Chile | Reporte |  |  |

#### Classificação final - Primeira Fase
| Equipe    | Pts | J | V | E | D | GF | GC | Saldo |
| --------- | --- | - | - | - | - | -- | -- | ----- |
| Argentina | 15  | 5 | 5 | 0 | 0 | 53 | 1  | +52   |
| Chile     | 12  | 5 | 4 | 0 | 1 | 35 | 7  | +28   |
| Uruguai   | 9   | 5 | 3 | 0 | 2 | 11 | 16 | -5    |
| Brasil    | 6   | 5 | 2 | 0 | 3 | 10 | 22 | -12   |
| Venezuela | 3   | 5 | 1 | 0 | 4 | 4  | 32 | -28   |
| Paraguai  | 0   | 5 | 0 | 0 | 5 | 3  | 38 | -35   |

- Convenções: Pts = pontos, J = jogos, V = vitórias, E = empates, D = derrotas, GF = gols feitos, GC = gols contra, Saldo = diferença de gols.
- Critérios de pontuação: vitória = 3, empate = 1, derrota = 0.
- Argentina e Chile garantiram presença nos Jogos Pan-Americanos de 2011.[3]

### Fase Final

#### Disputa do 5º lugar
| 11 de abril |     |          |         |  |  |
| Venezuela   | 7–4 | Paraguai | Reporte |  |  |

#### Disputa do 3º lugar
| 11 de abril |     |        |         |  |  |
| Uruguai     | 1–0 | Brasil | Reporte |  |  |

#### Disputa do Título
| 11 de abril |     |       |         |  |  |
| Argentina   | 3–0 | Chile | Reporte |  |  |

## Título
| Campeonato Sul-Americano de 2010 Hóquei sobre a grama masculino |
| --------------------------------------------------------------- |
| Argentina Campeão (4º título)                                   |